# Església fortificada de Hărman
L'església fortificada de Hărman, comuna Hărman, comtat de Brașov, va ser construïda al segle xiii sobre una antiga basílica romana que data de segle XII. El conjunt de l'església evangèlica fortificada és un monument històric, cod LMI BV-II-aA-11715.

## Ciutat
Hărman anteriorment Herman (en el dialecte saxó Huntschprich, en alemany Honigberg, en trad. "Honey Mountain", en hongarès Szászhermány, en llatí Mons Mellis) és un poble situat a la part oriental del comtat de Brașov, a la depressió de Brașov. La residència de la comuna de Hărman.
La localitat Hărman es troba a Țara Bârsei, a aprox. 10 km a l'est de Brașov. És coneguda sobretot per la seva impressionant església fortificada.
La història de la ciutadella de Hărman està lligada a la presència de l'Orde dels Cavallers Teutònics a la terra de Bârsa a les primeres dècades del segle XIII a Feldioara, Prejmer, Râșnov i Sânpetru. Tot i això, la primera atestació documental de l'assentament data del 21 de març de 1240, 15 anys després de l'expulsió dels cavallers teutònics d'aquests territoris. En un document escrit aleshores, el rei Béla IV diu... vam decidir donar al sant i venerable convent del monestir cistercenc, com a ajuda per a les seves despeses, que es faran cada any per al bé públic, del capítol del tot l'ordre, algunes esglésies de Țara Bârsei a les parts de Transsilvània, concretament la fortalesa Feldioara (Castrum Sanctae Mariae), Sânpetru (Sancti Petri), el mont Hărman (Mons Mellis) i Prejmer (Tartilleri) amb tots els ingressos, drets i els relacionats a ells.
A més dels fragments de pintura a l'interior de l'església o als llindars de les finestres, es pot trobar un important conjunt de pintures en una capella de la torre de llevant. La pintura aquí, realitzada entre 1460 i 1470, es va cobrir amb calç després de la reforma i es va netejar als anys vint. La iconografia d'aquest quadre es destaca per una notable síntesi entre la pintura occidental i la romana d'Orient. El tema dominant d'aquest conjunt és el Judici Final. Altres escenes s'inspiren en la vida de la Mare de Déu, però també hi ha figures de sants apòstols, així com l'escena de la Crucifixió de Jesús.

## L'Església
Probablement, el 1240, quan els cistercencs van prendre-la des de Cârța, es trobava en construcció la basílica romànica de tres naus. La majoria dels elements constructius es conserven d'aquesta etapa. L'interior de l'església és força heterogeni, de manera que, a més dels elements cistercencs (les finestres amb quatre lòbuls travessats per sobre dels d'arcs trencats) es conserven una sèrie d'elements d'altres èpoques. La nau central, coberta originalment amb sostre, va ser voltada el 1595, després d'un incendi que va arrasar tant la comuna com la fortalesa.
Les col·laterals es van voltar inicialment en una creu i l'arc de triomf de mig punt es va transformar en un arc trencat amb la volta de la nau. El costat est té un bell portal amb un arc trilobat d'estil gòtic tardà. El cor conserva la volta original a la creu i l'absis una mitja volta. Al principi, el cor estava flanquejat per dues capelles cistercenques destinades a la pregària dels monjos, però al segle xv la capella nord es va transformar en sagristia. És adovellada al bressol amb penetracions i costelles de terracota. La volta s'aixeca de les consoles en forma de caps d'homes amb bigoti i de dones amb la boca mig oberta. Visible avui només de forma fragmentària, a les parets longitudinals de la nau, però també a l'est, el fresc cobria tota l'església fins a sota mateix del sostre. El portal principal és a la façana occidental i està realitzat en estil gòtic tardà.

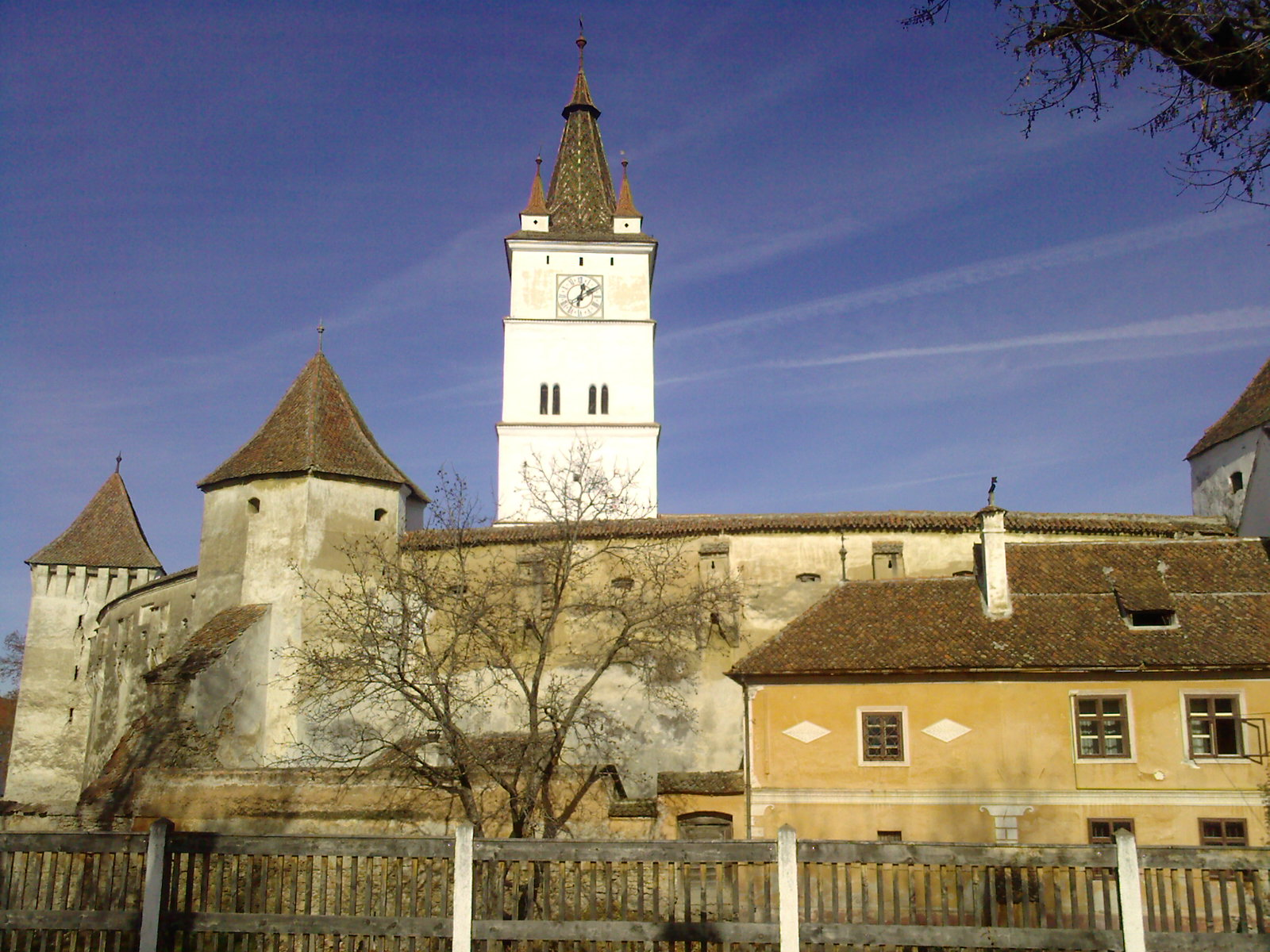
L'església, visió general

Al seu telescopi està pintat sobre un fons blau cobalt un símbol de sacrifici, el pelicà que alimenta els seus pollets amb carn pròpia. A banda i banda del portal hi ha separades, tant a l'interior com a l'exterior, dues torretes en forma de sacnasium, que acullen les escales de caragol que condueixen a les graderies. Al segle xv, la comunitat va intentar transformar la basílica en un estil gòtic, però les obres no van continuar més enllà del pis del campanar, que amb els seus 32 metres es va convertir en el més alt de Țara Bârsei.
A la planta baixa, el campanar sembla un pòrtic de volta de creueria amb gruixudes nervadures de perfil típic cistercenc. El tercer nivell té tres nínxols amb muralles, com el següent, amb les campanes al cinquè nivell. Els nivells superiors es van afegir dos segles després i estan construïts amb tofa calcària. El camí de guàrdia es va allargar fins al segle xviii. Un element interessant és el rellotge amb un únic punter, que indica les hores i les dates del segle xvi. Les torretes de les cantonades del terrat significaven, com en el cas d'altres esglésies, l'autoritat del ius gladii que tenia Harman. El pintoresc exterior de l'església és el rebost aixecat sobre les col·laterals i les seves escales mecàniques.

## Fortificació
La fortificació que envolta l'església es va construir al segle xv. Consisteix en un triple cordó de cortines concèntriques, similar a la fortificació de Sânpetru. La paret exterior més curta, de només 4,5 metres d'alçada, pretenia protegir la base del recinte. Al mateix temps, va establir el límit de la rasa d'aigua que envoltava la fortalesa. El tercer cordó de cortines que envoltava la rasa amb aigua ja no es conserva. El mur interior, de 12 metres d'alçada, estava proveït de set torres per davant. Tot el recinte estava cobert amb un camí de guàrdia, com a Prejmer o Sânpetru, que comunicava amb totes les torres. Aquí, les mandíbules s'alternaven amb muralles amb marcs de fusta que es tancaven. Com que al nord era una zona pantanosa, la muralla de la fortalesa era més baixa i només estava equipada amb forats d'abocament. Davant de l'entrada hi havia una barbacana amb dues gralles i a sobre hi havia la torre dels carnissers. A principis del segle XVII es va aixecar l'edifici amb la passarel·la d'entrada curta, similar a la de Prejmer.

## Galeria d'imatges

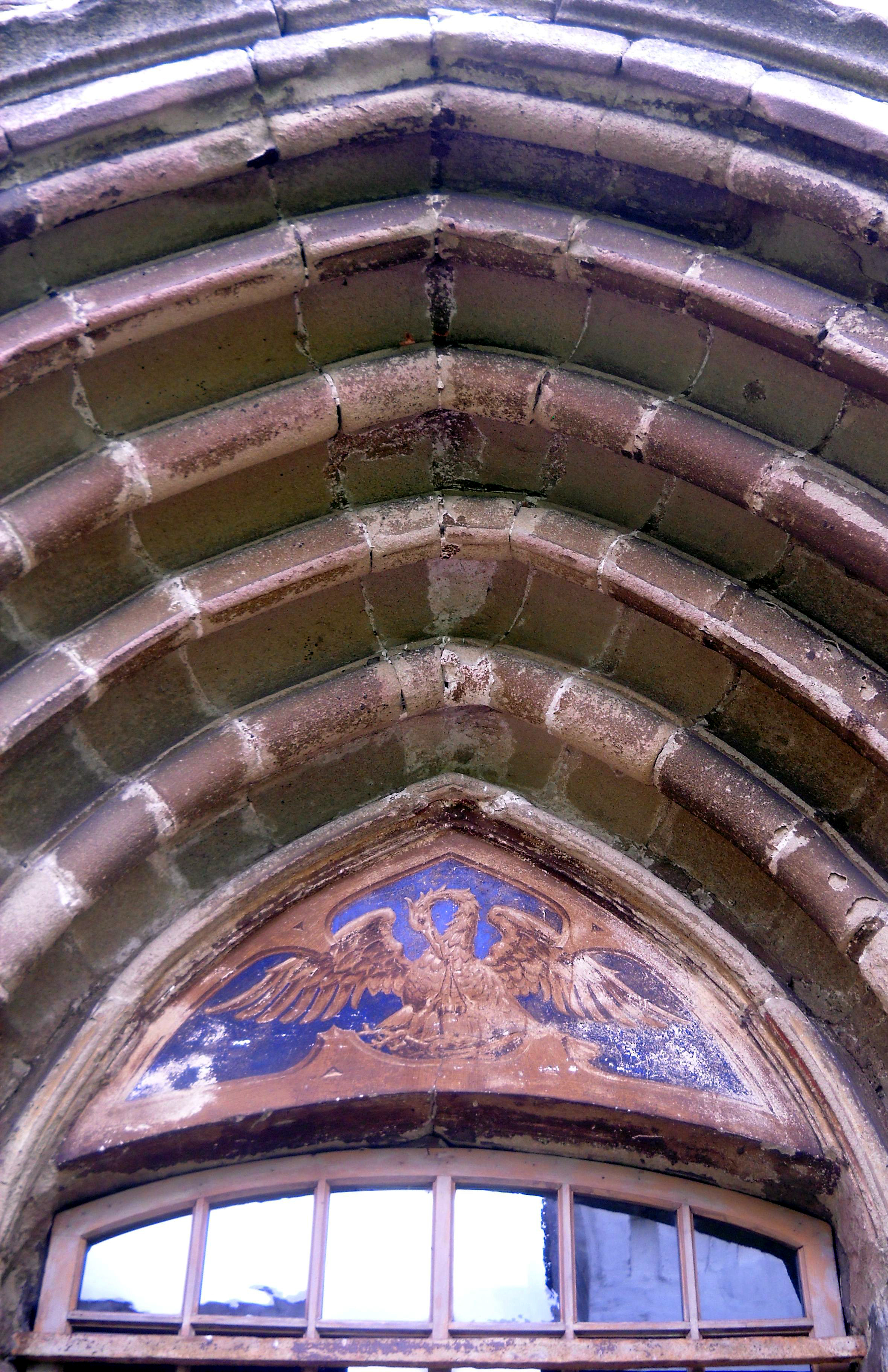
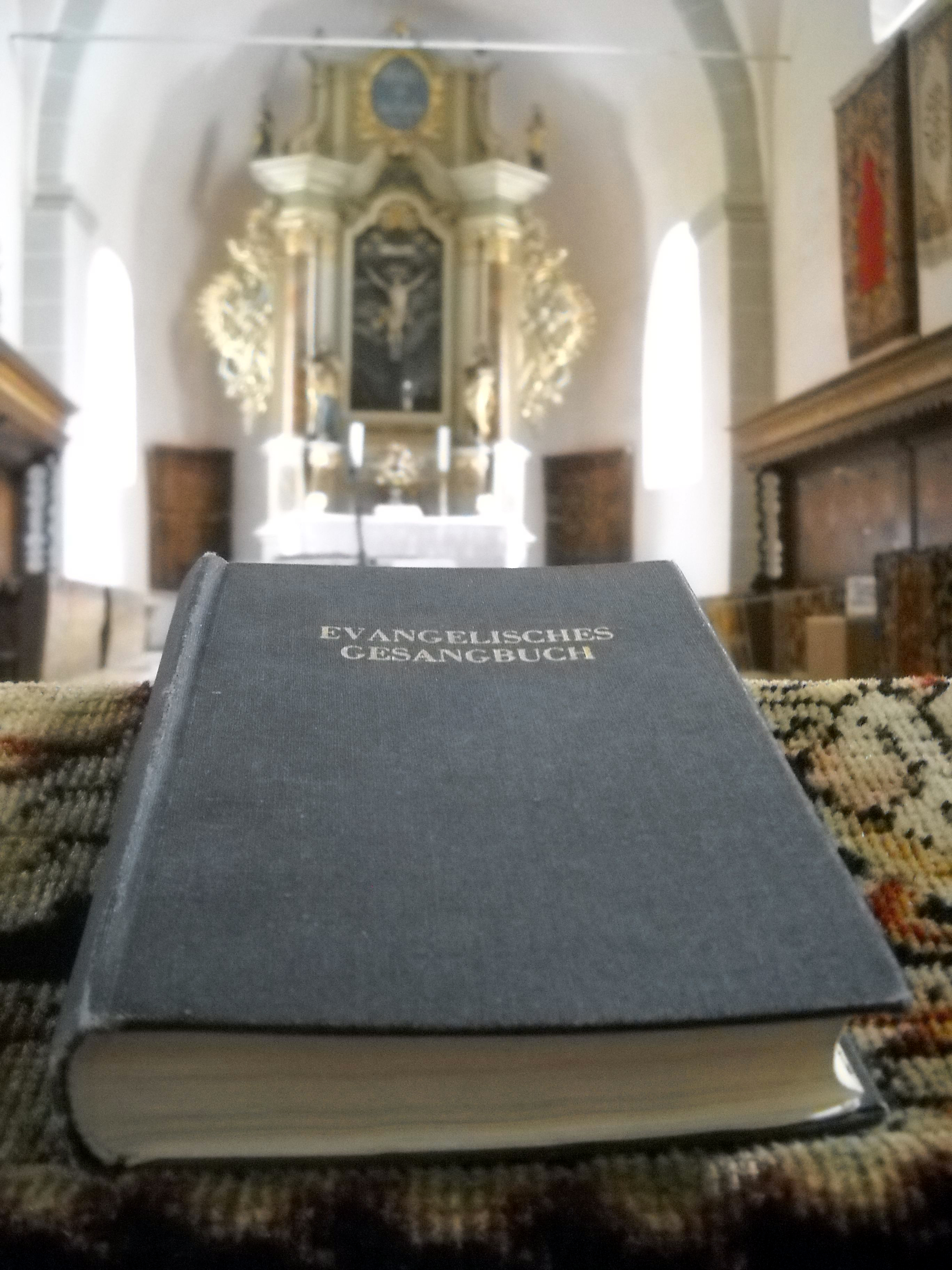
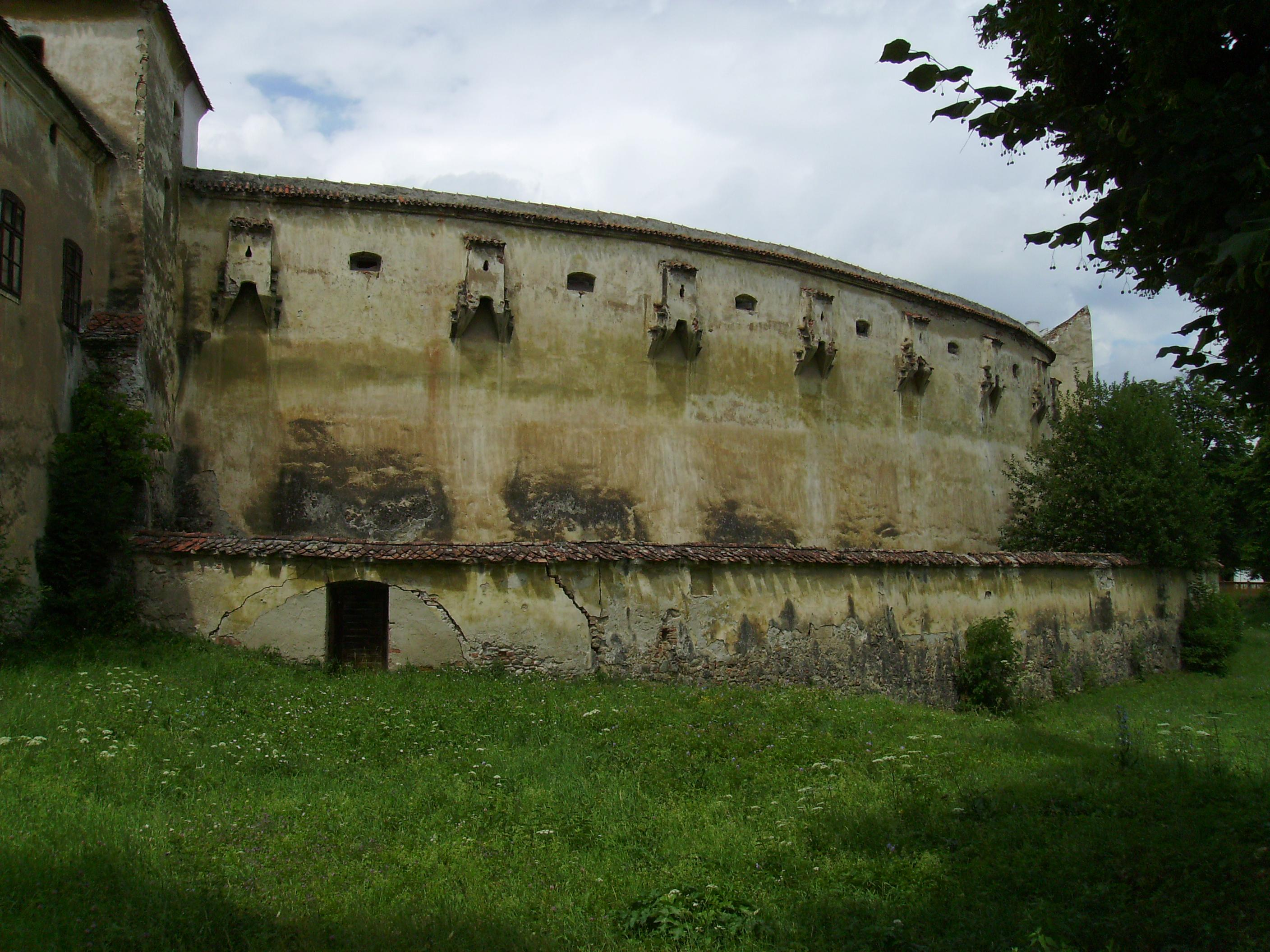
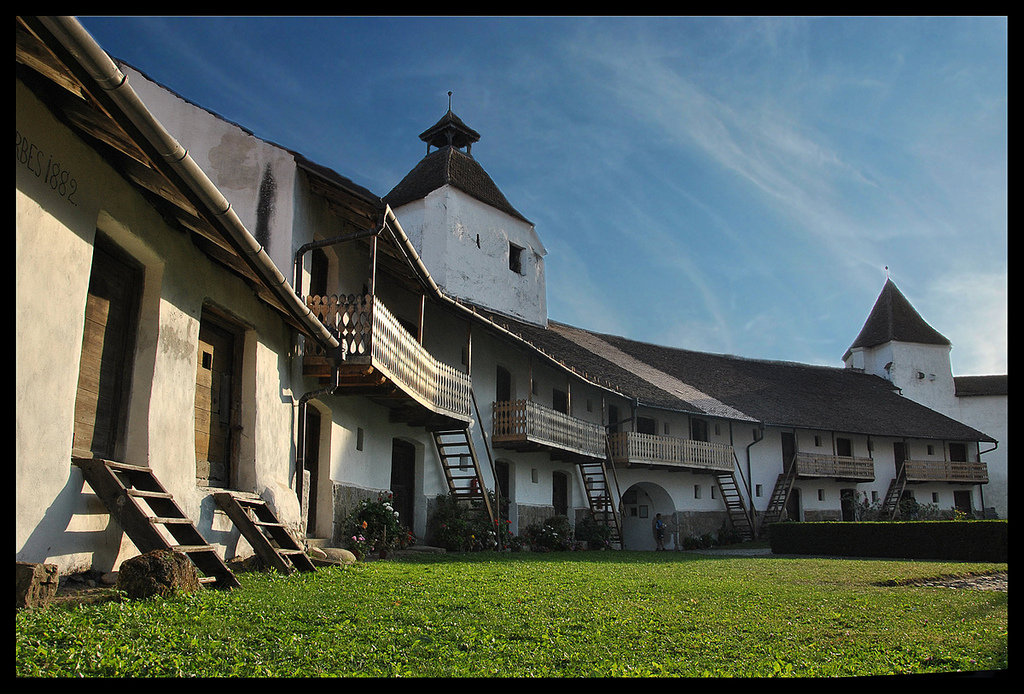
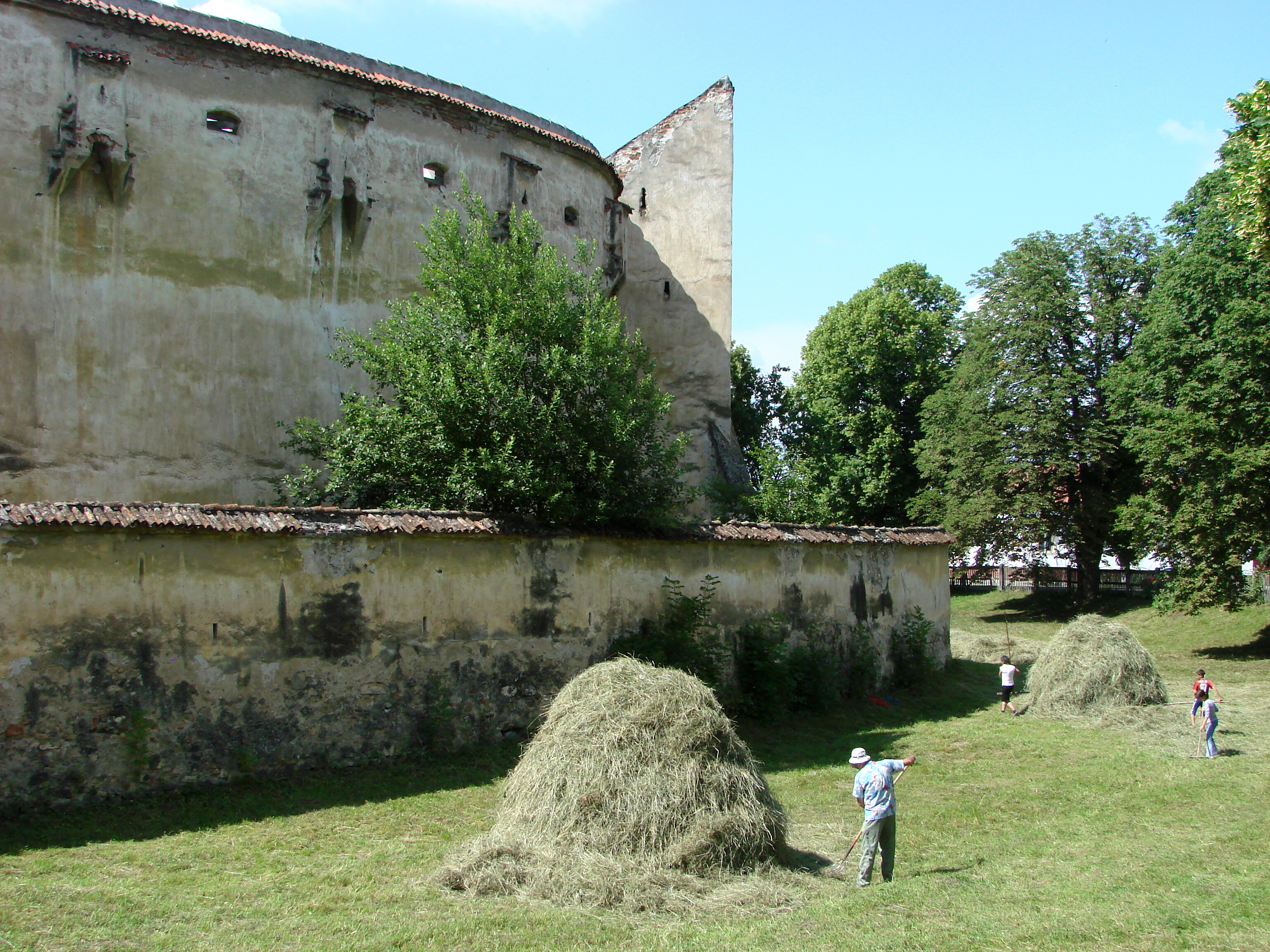
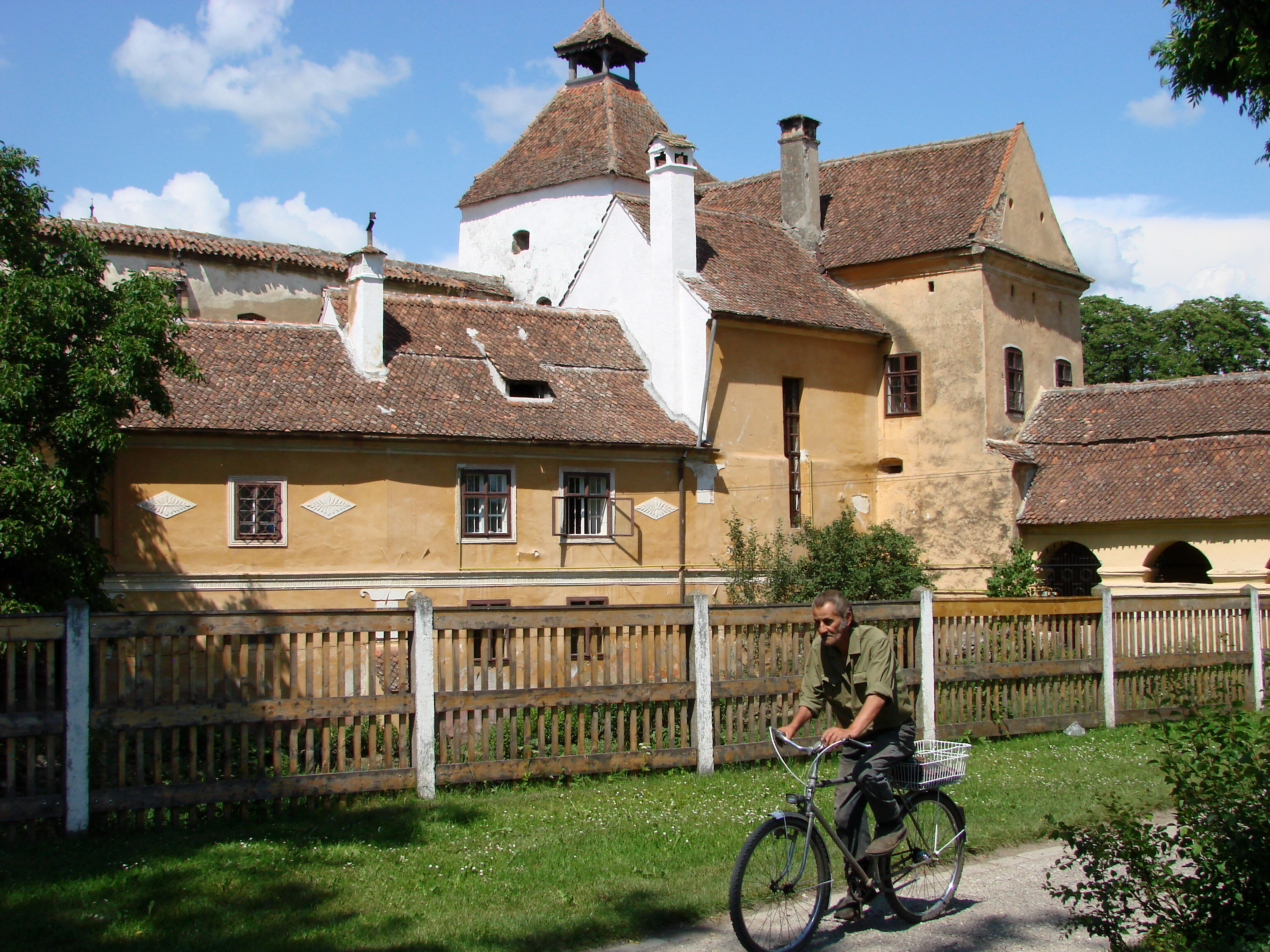
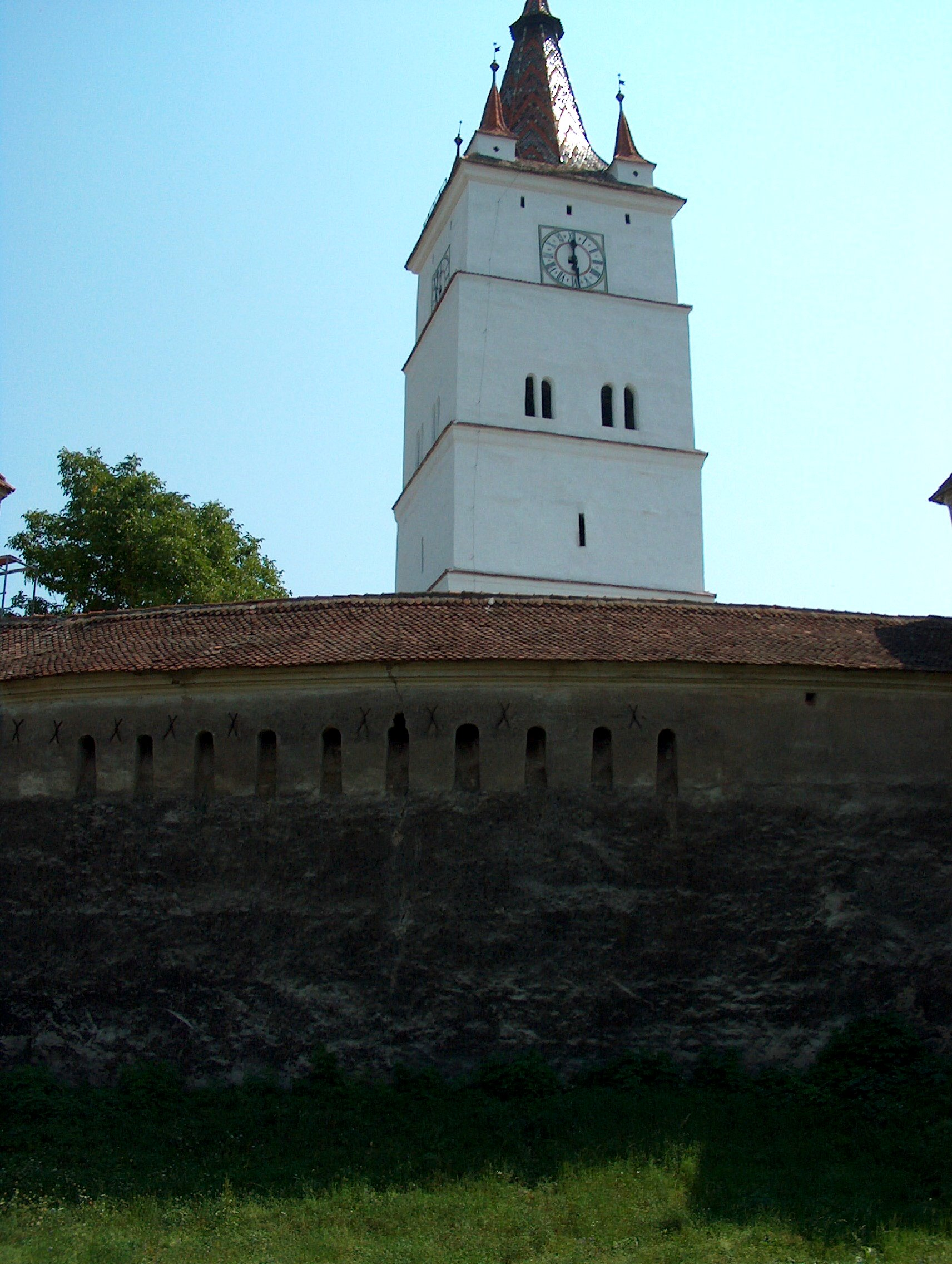
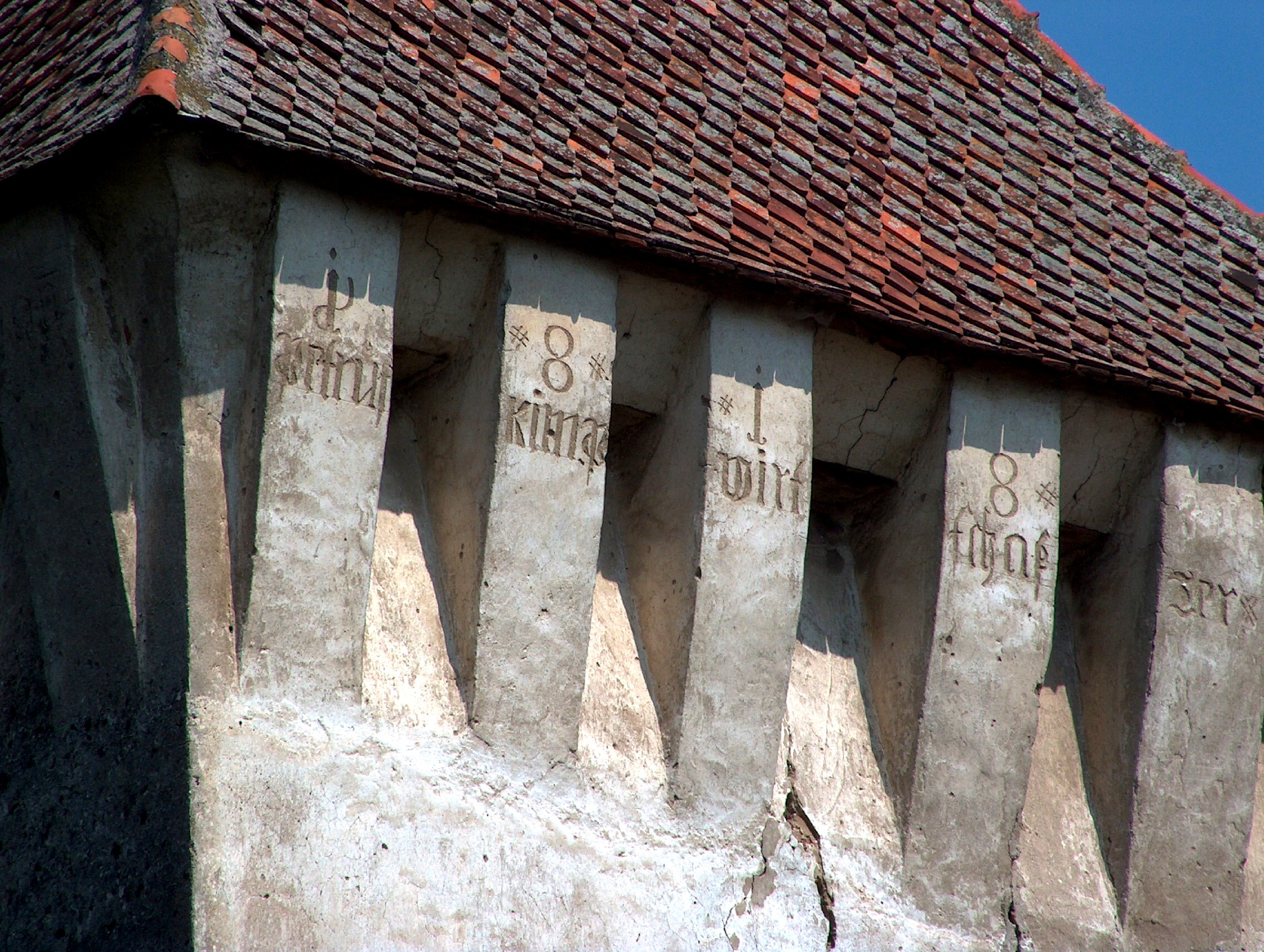
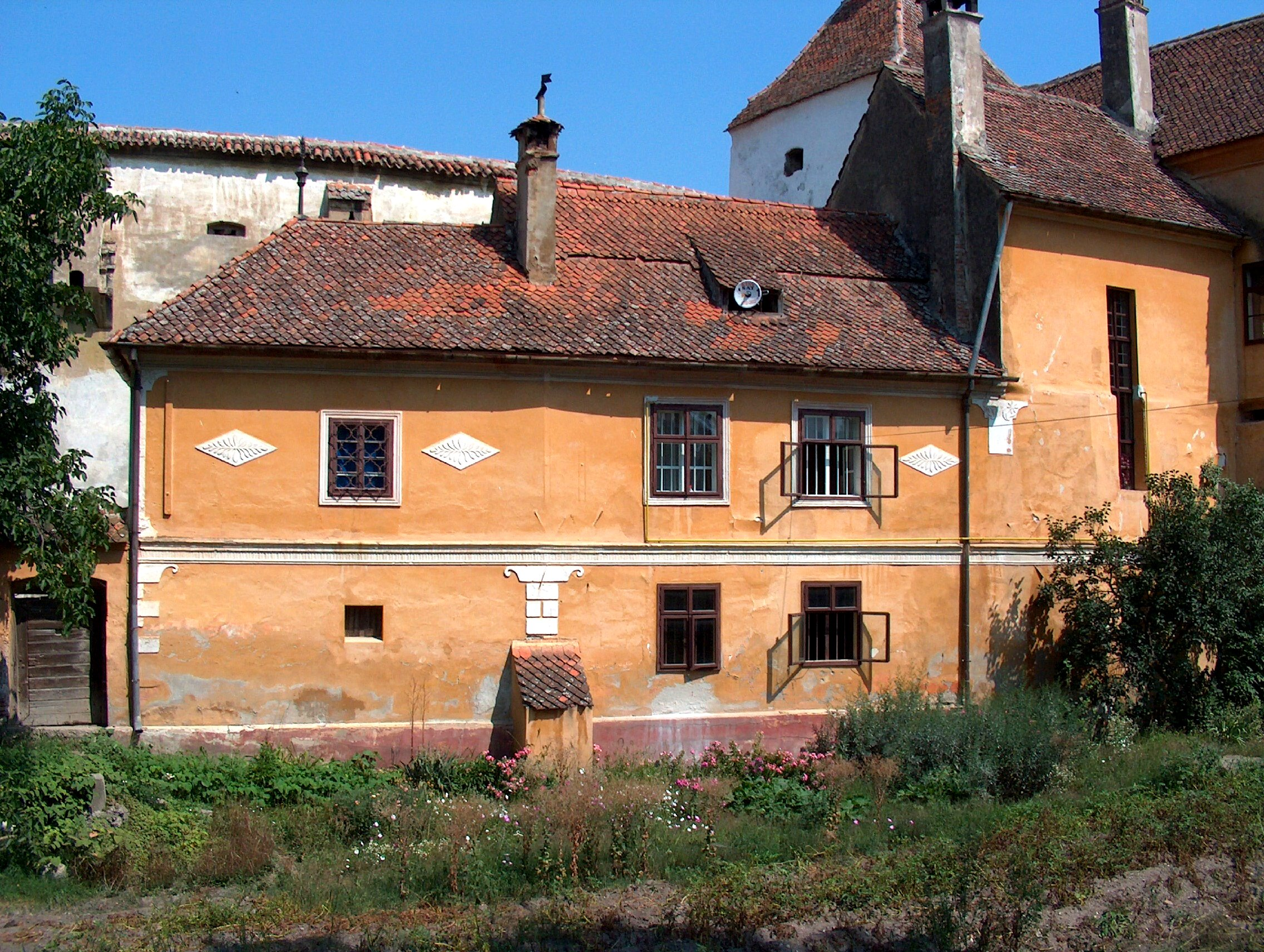
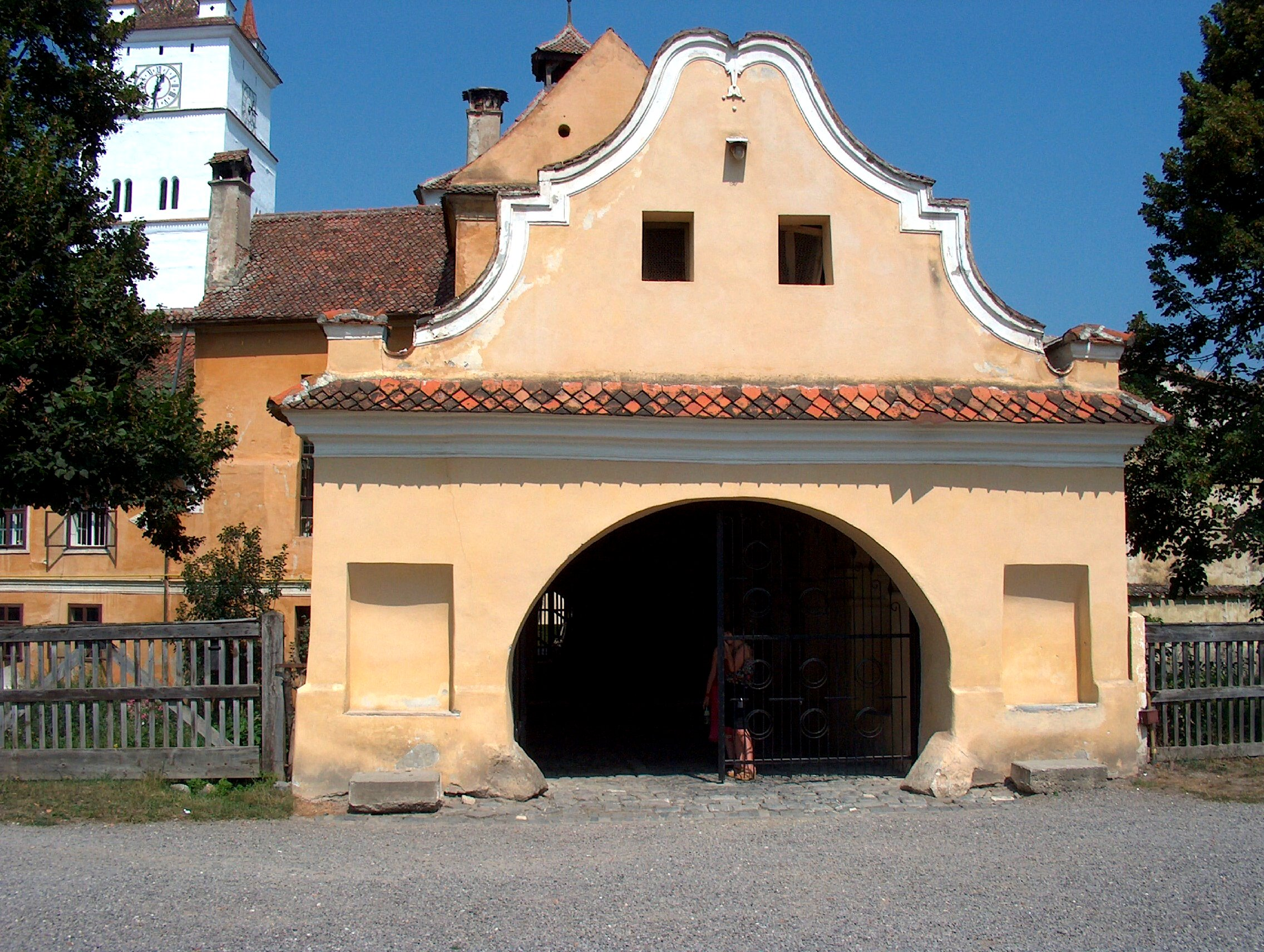
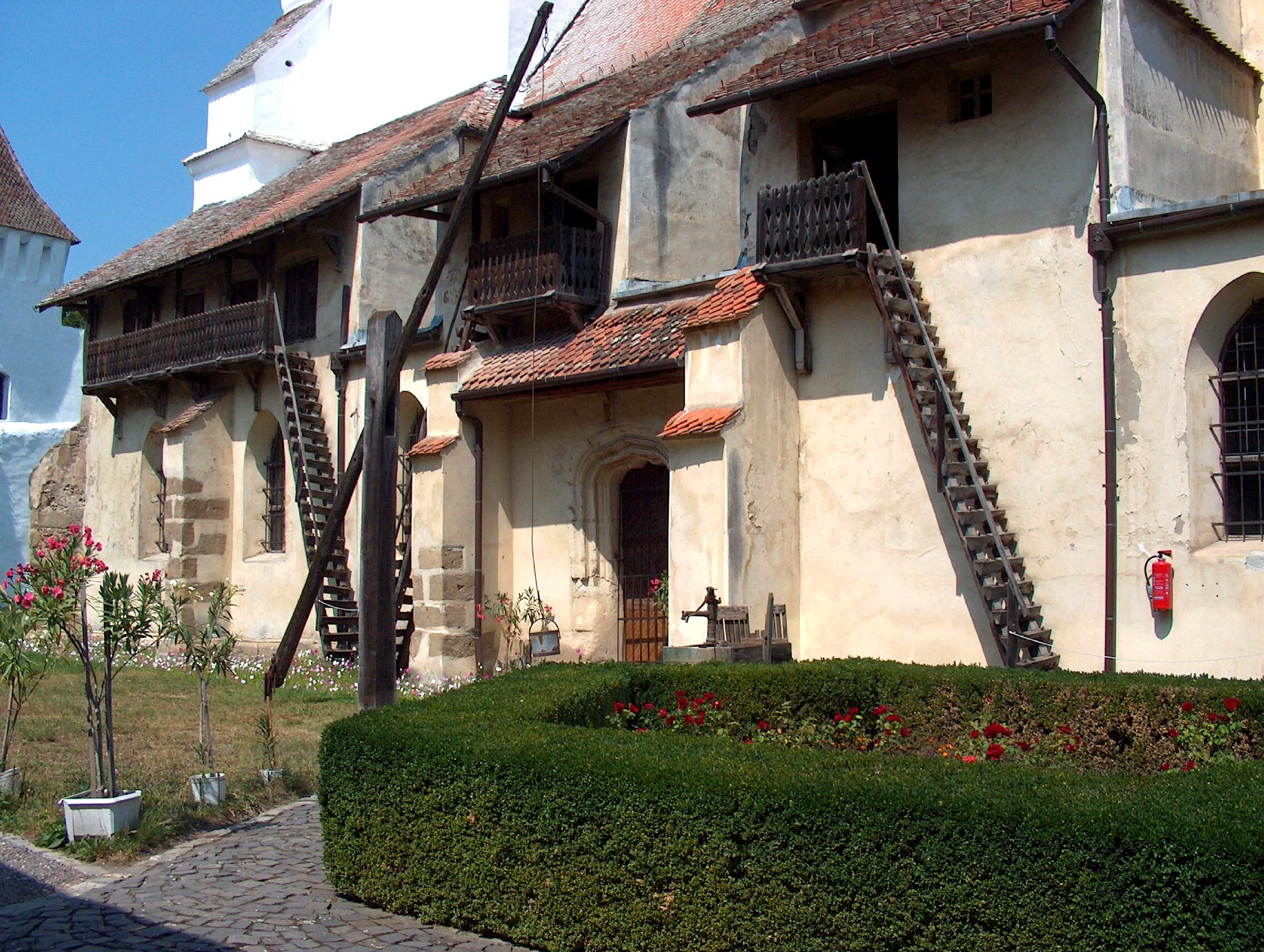
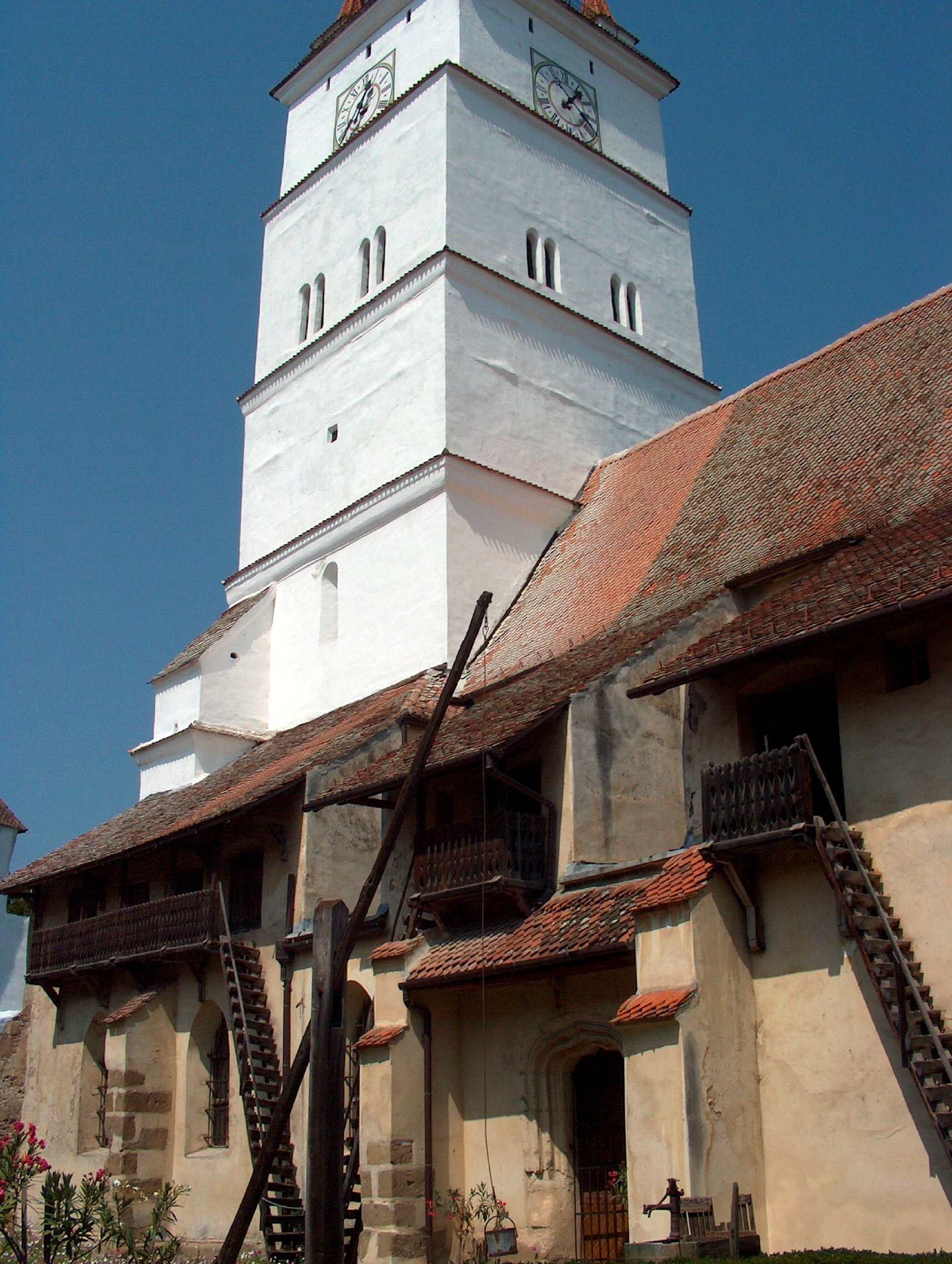
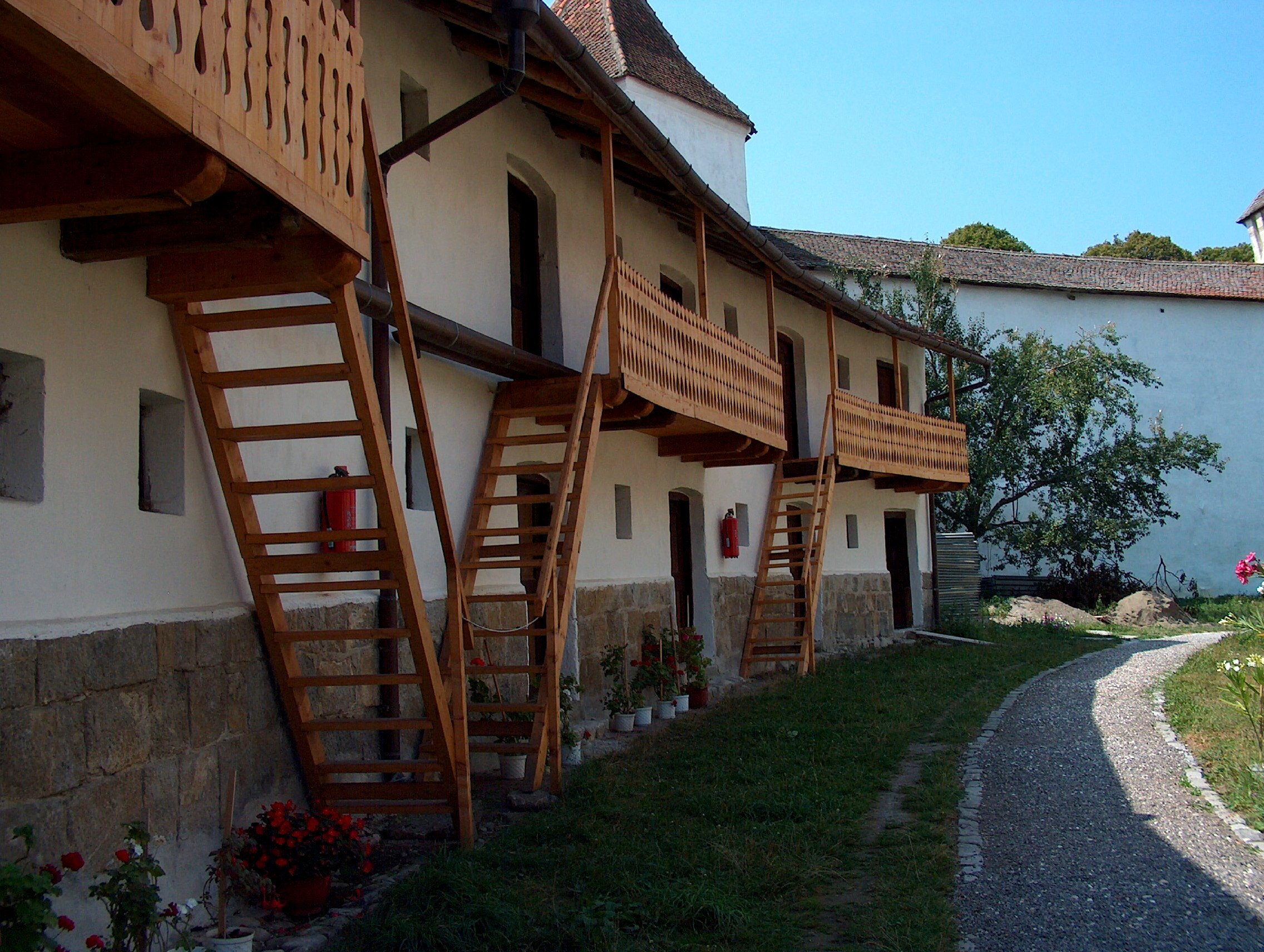
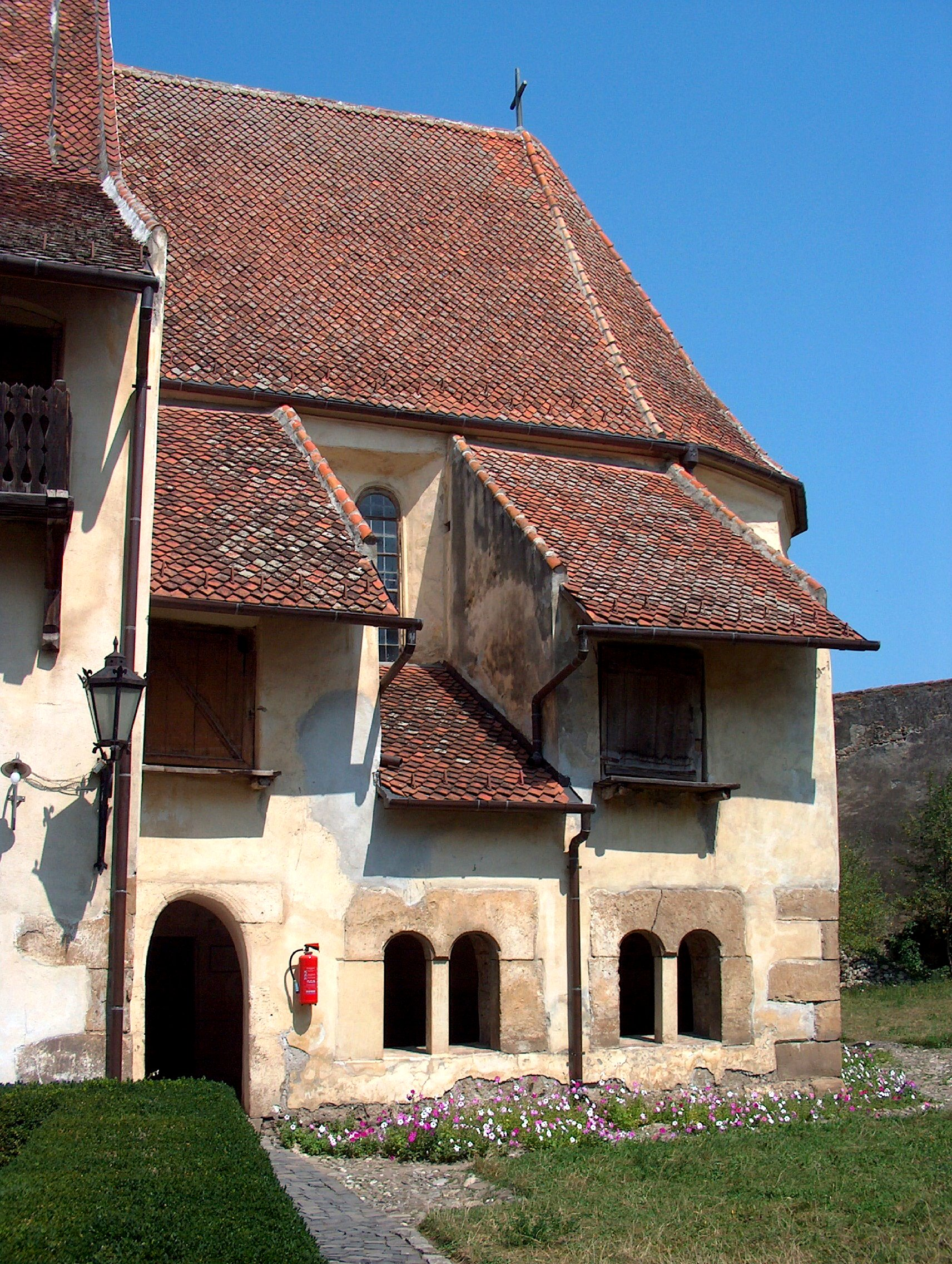
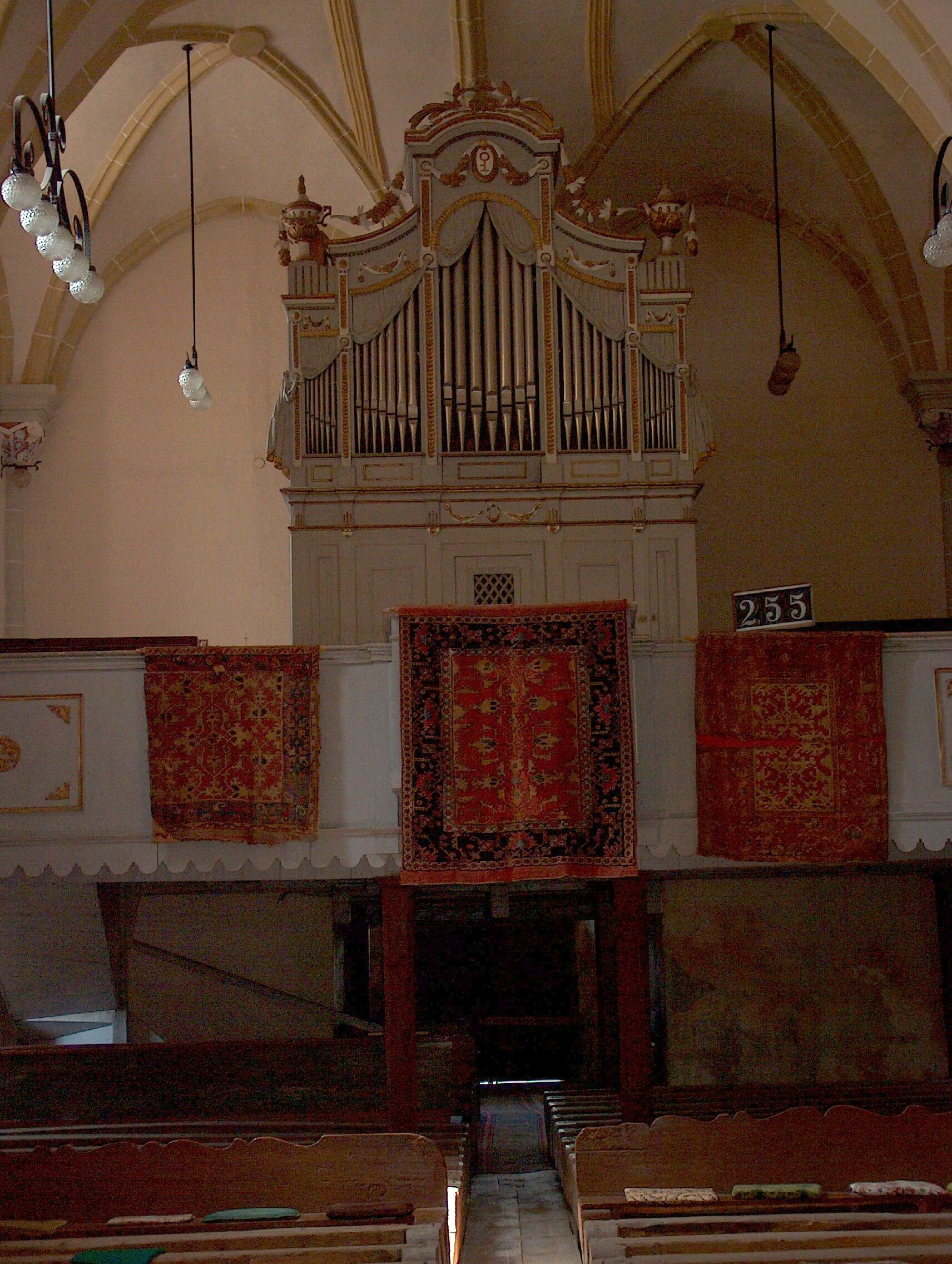
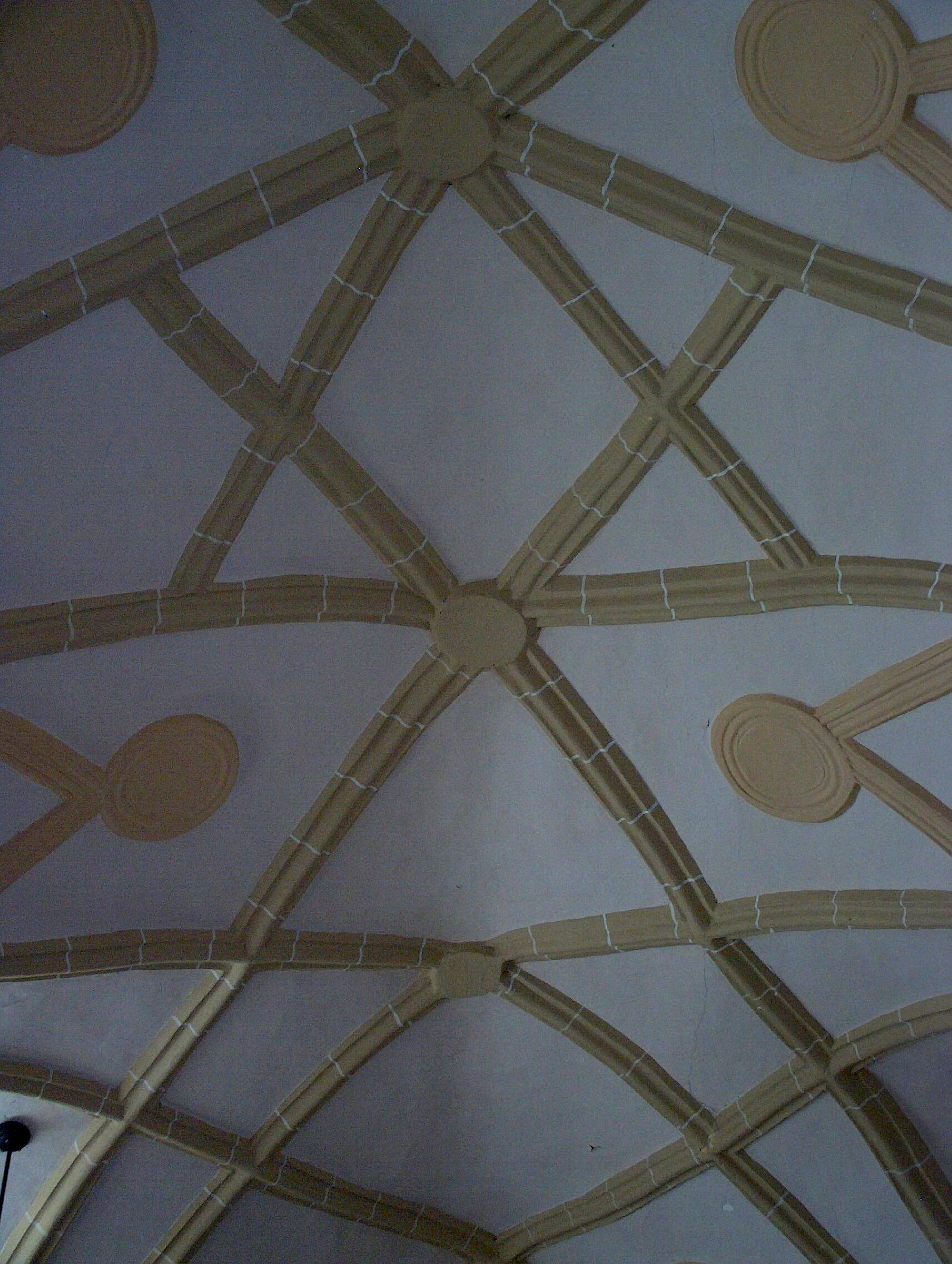
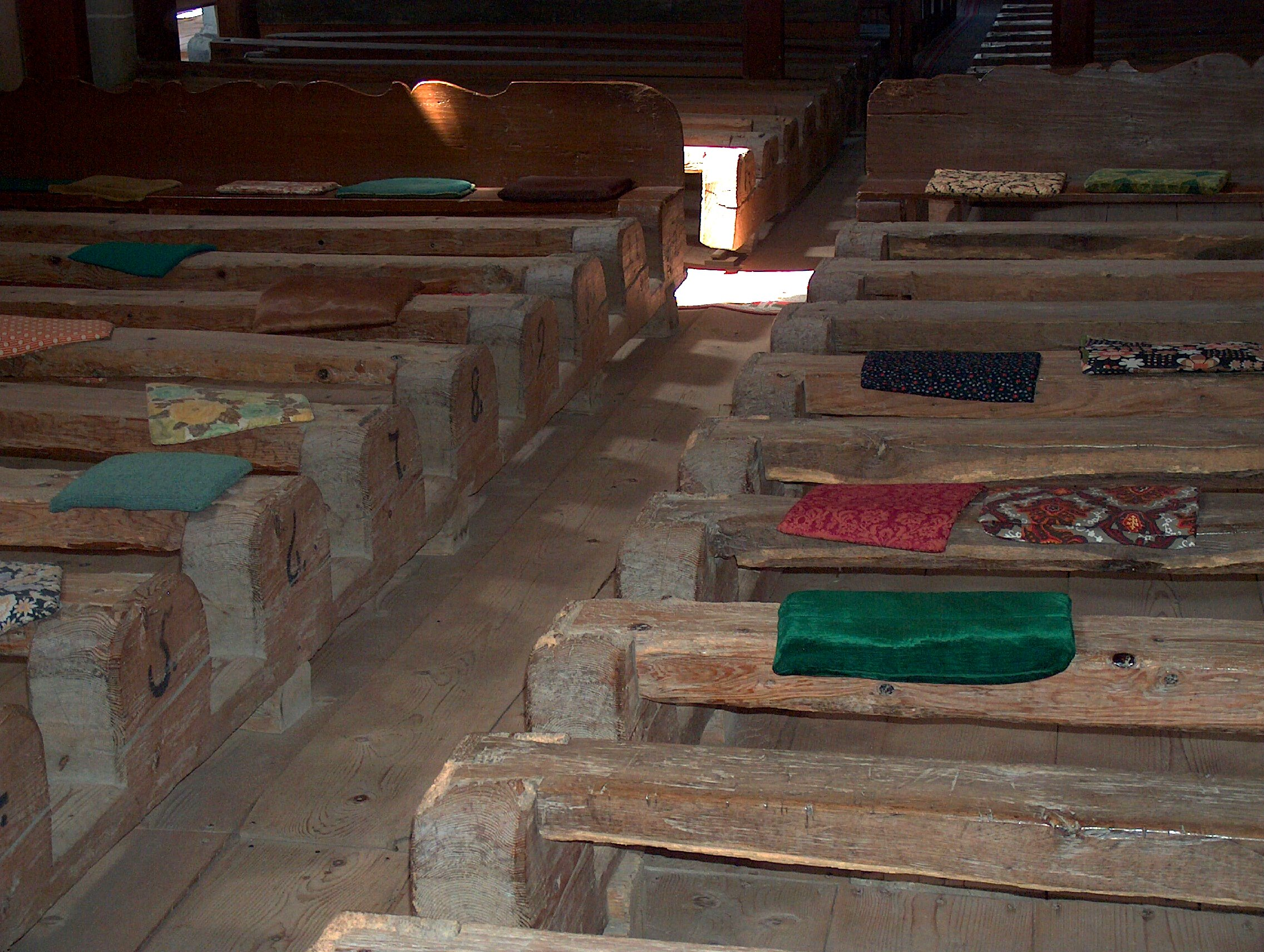
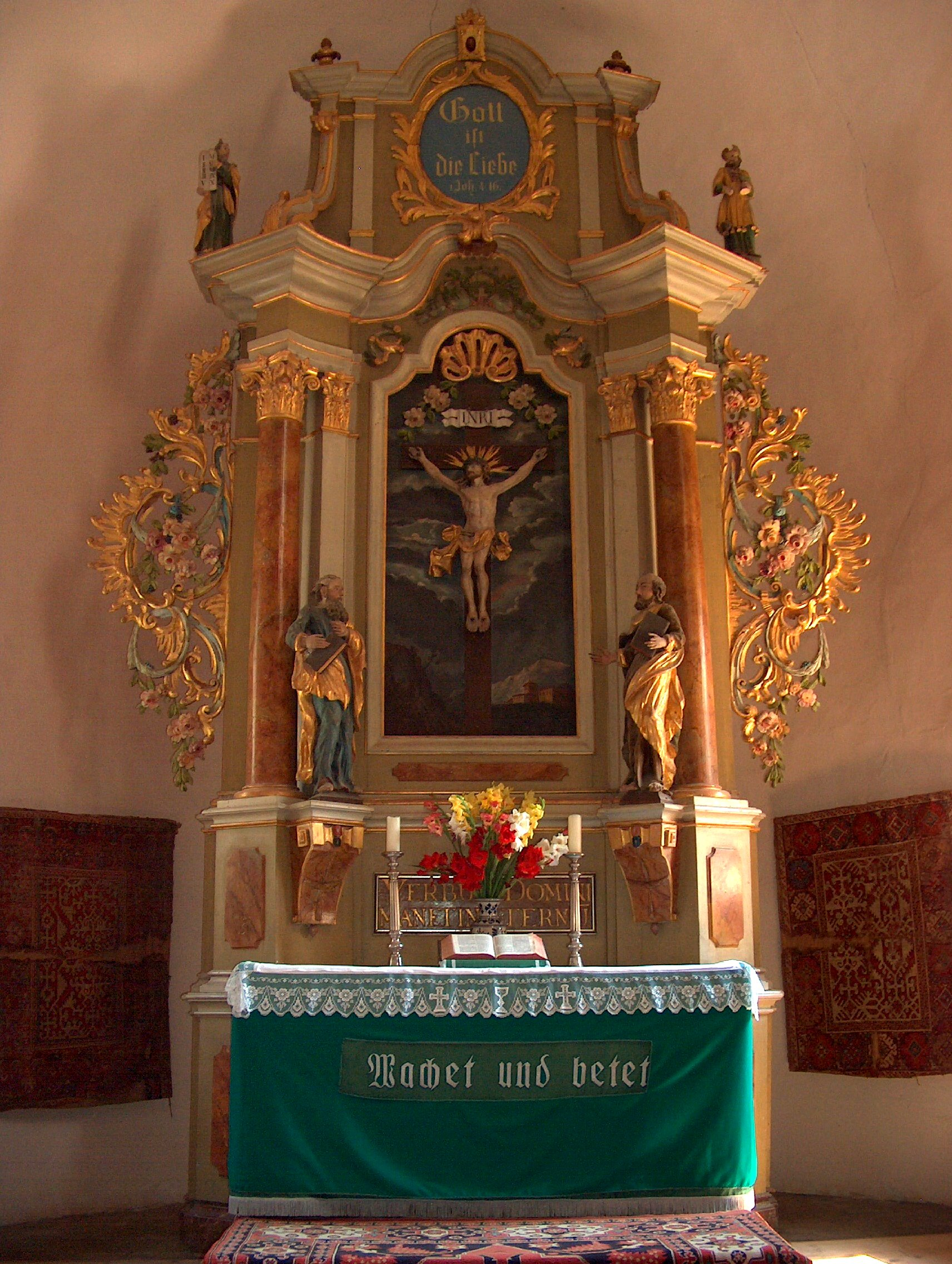
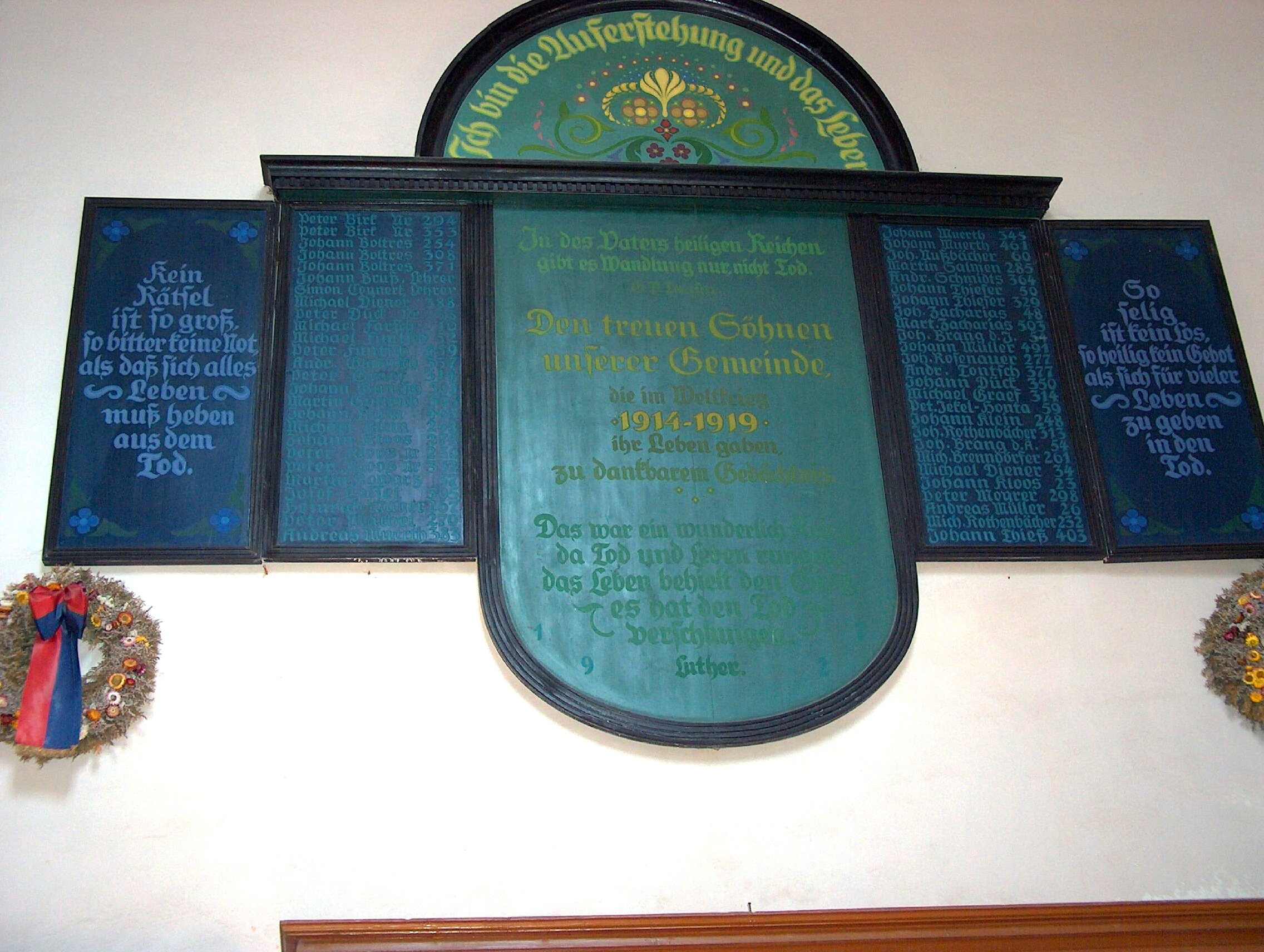
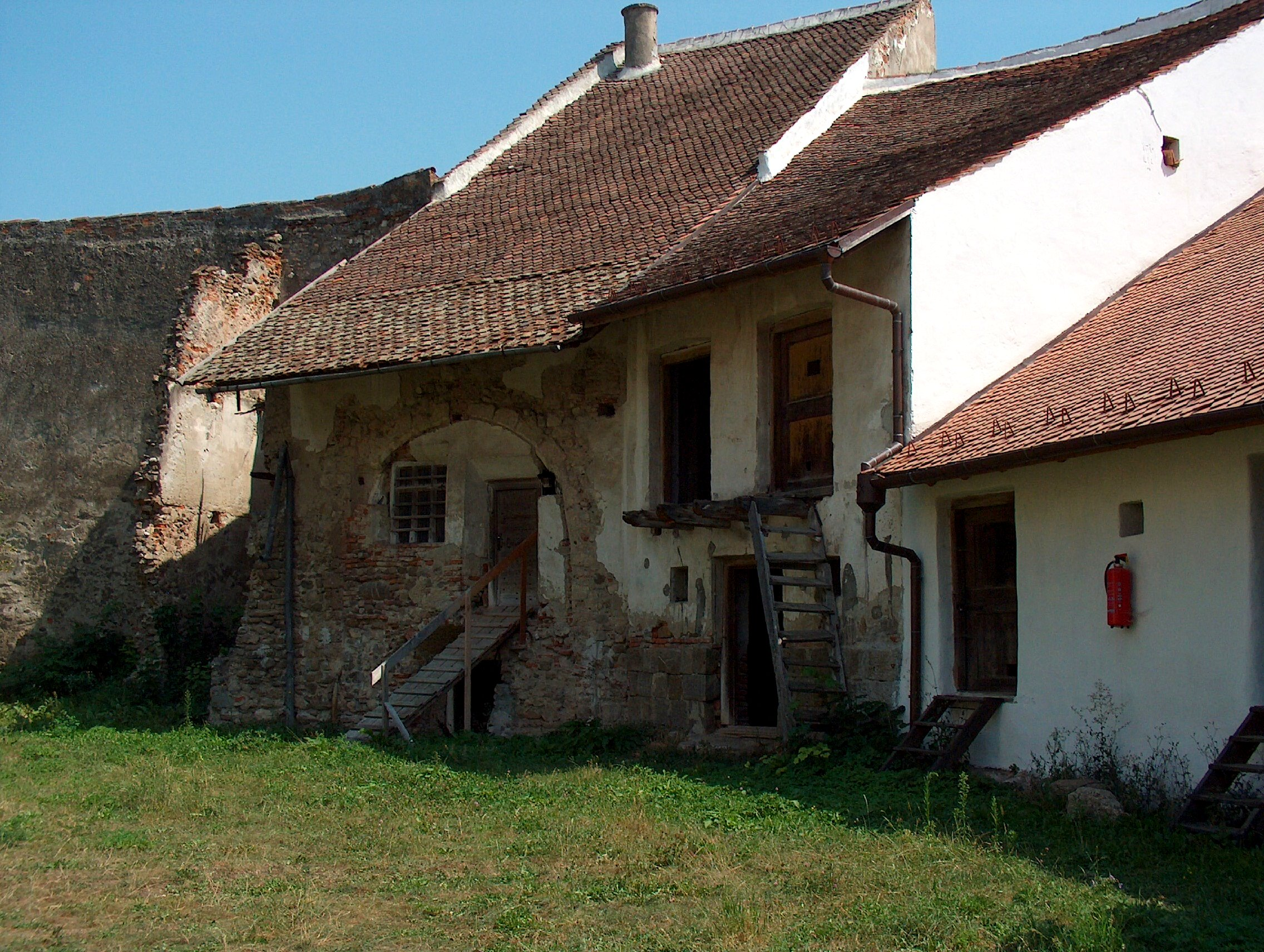
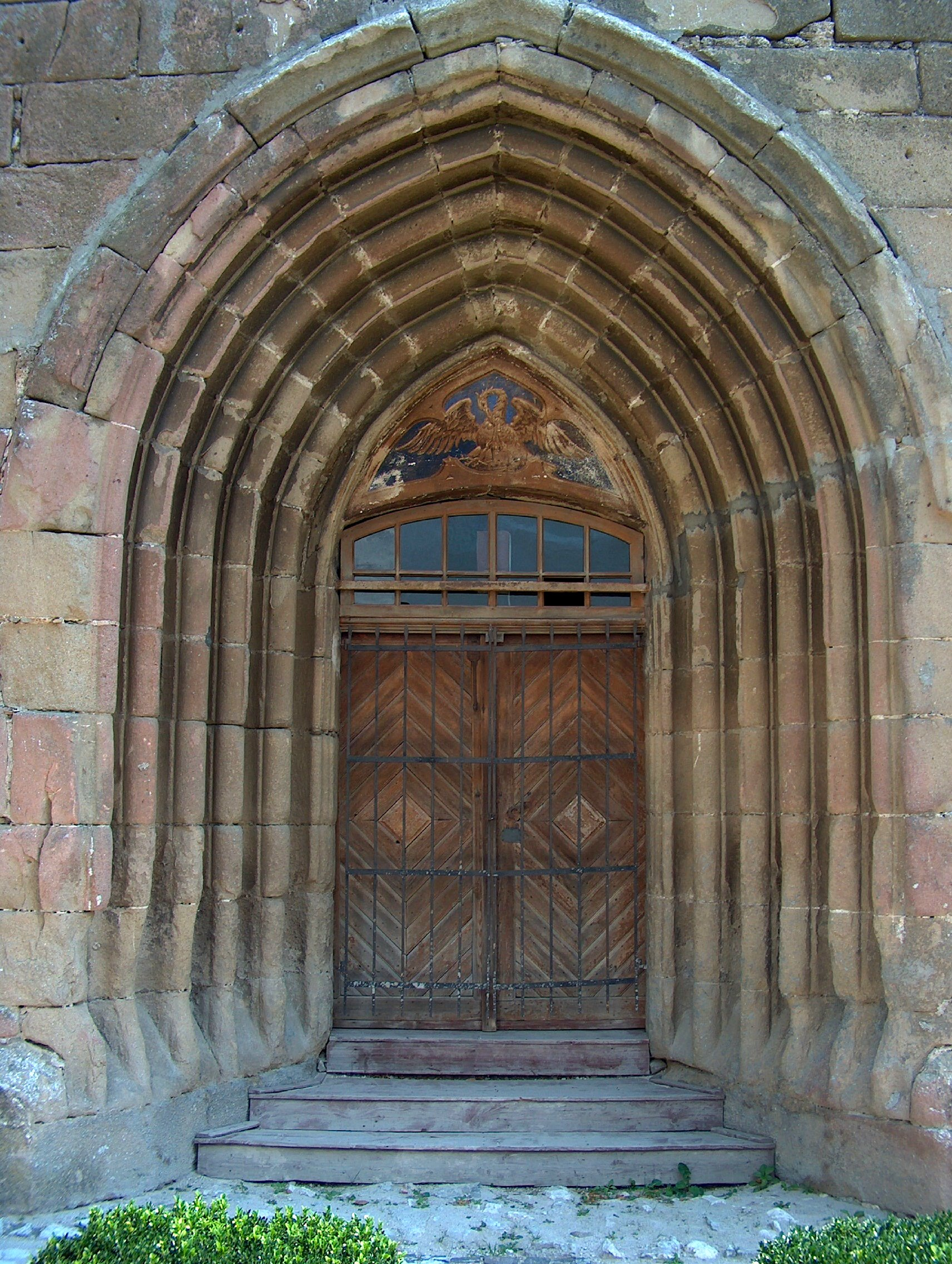
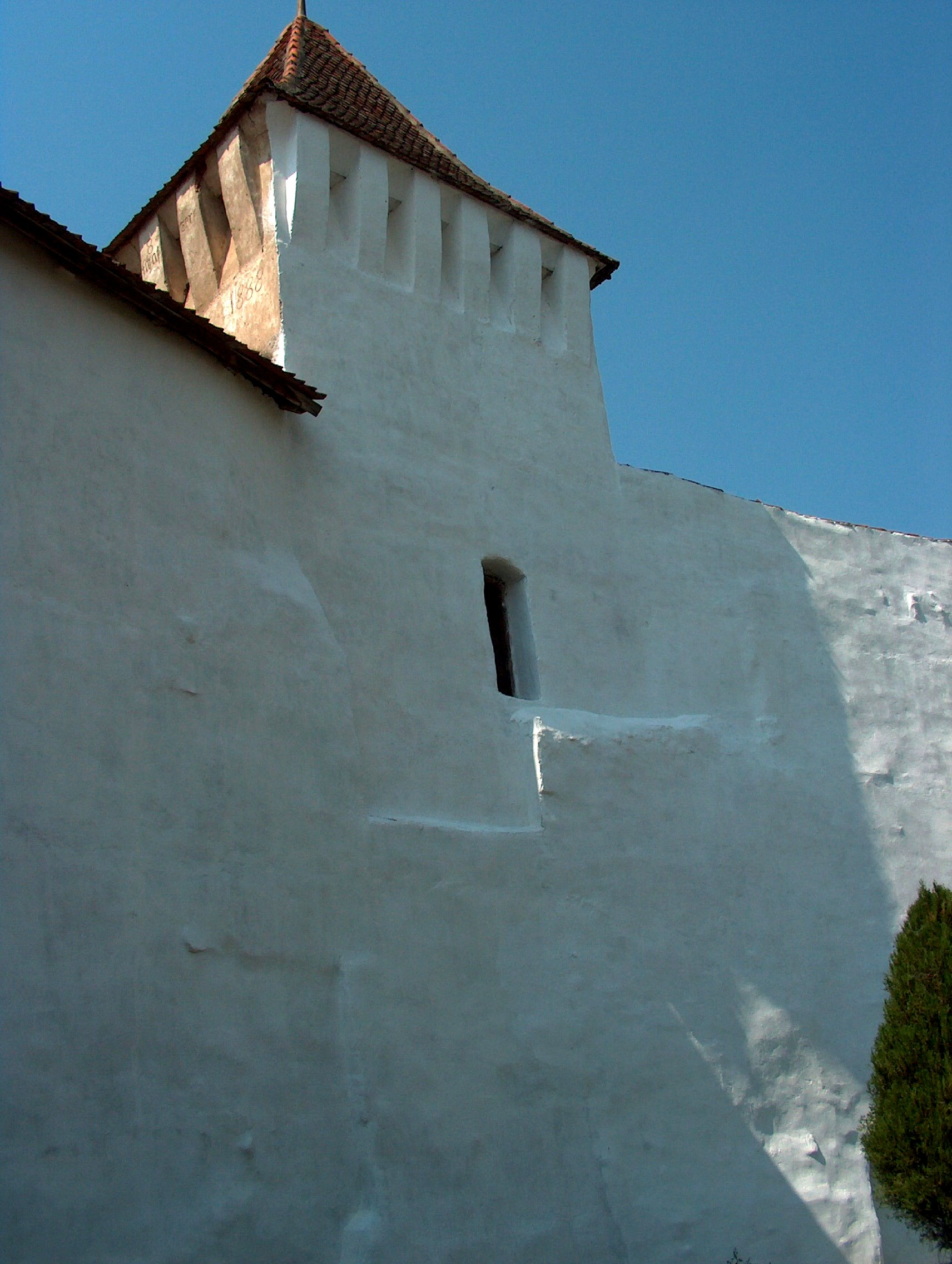
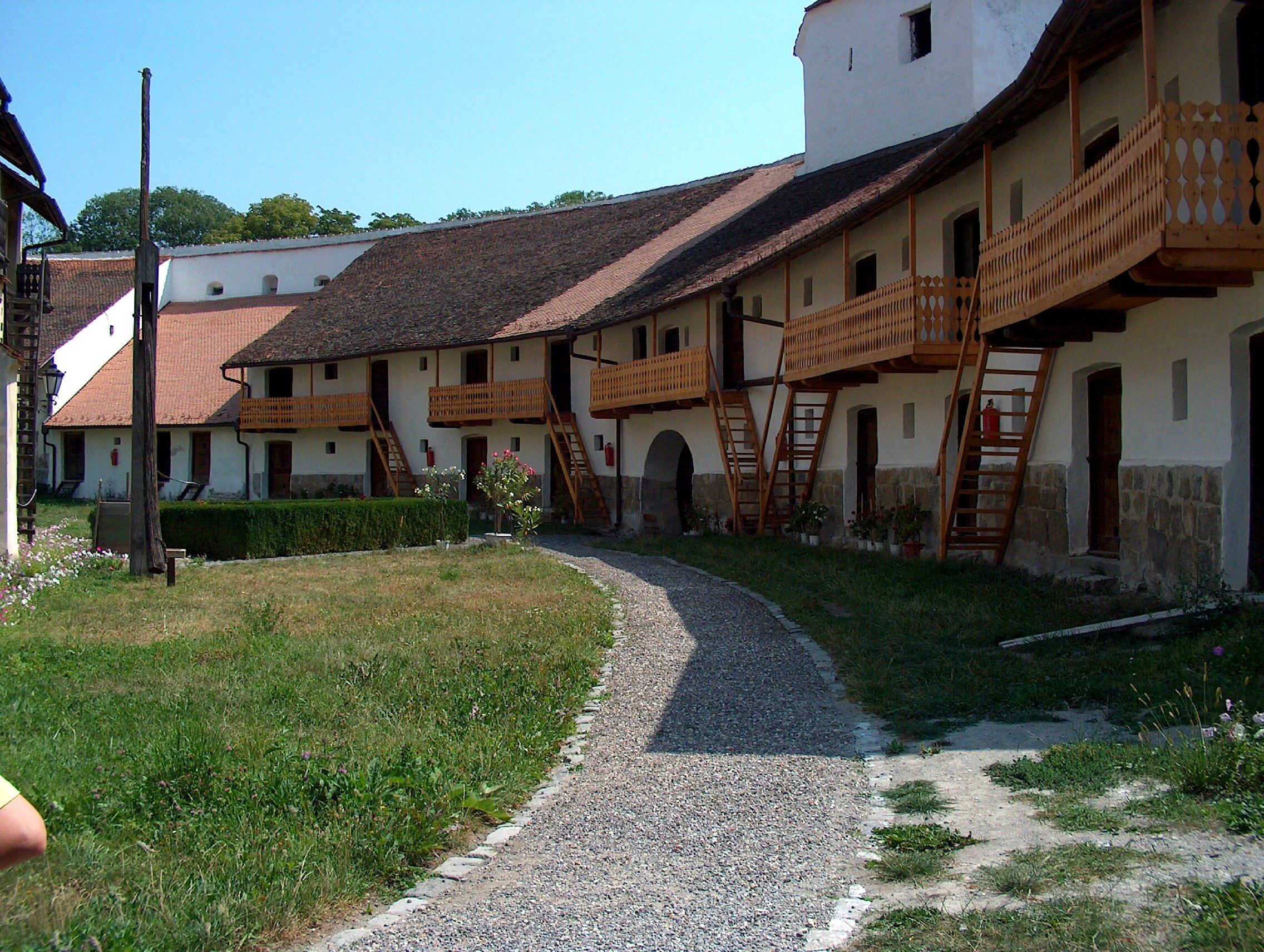
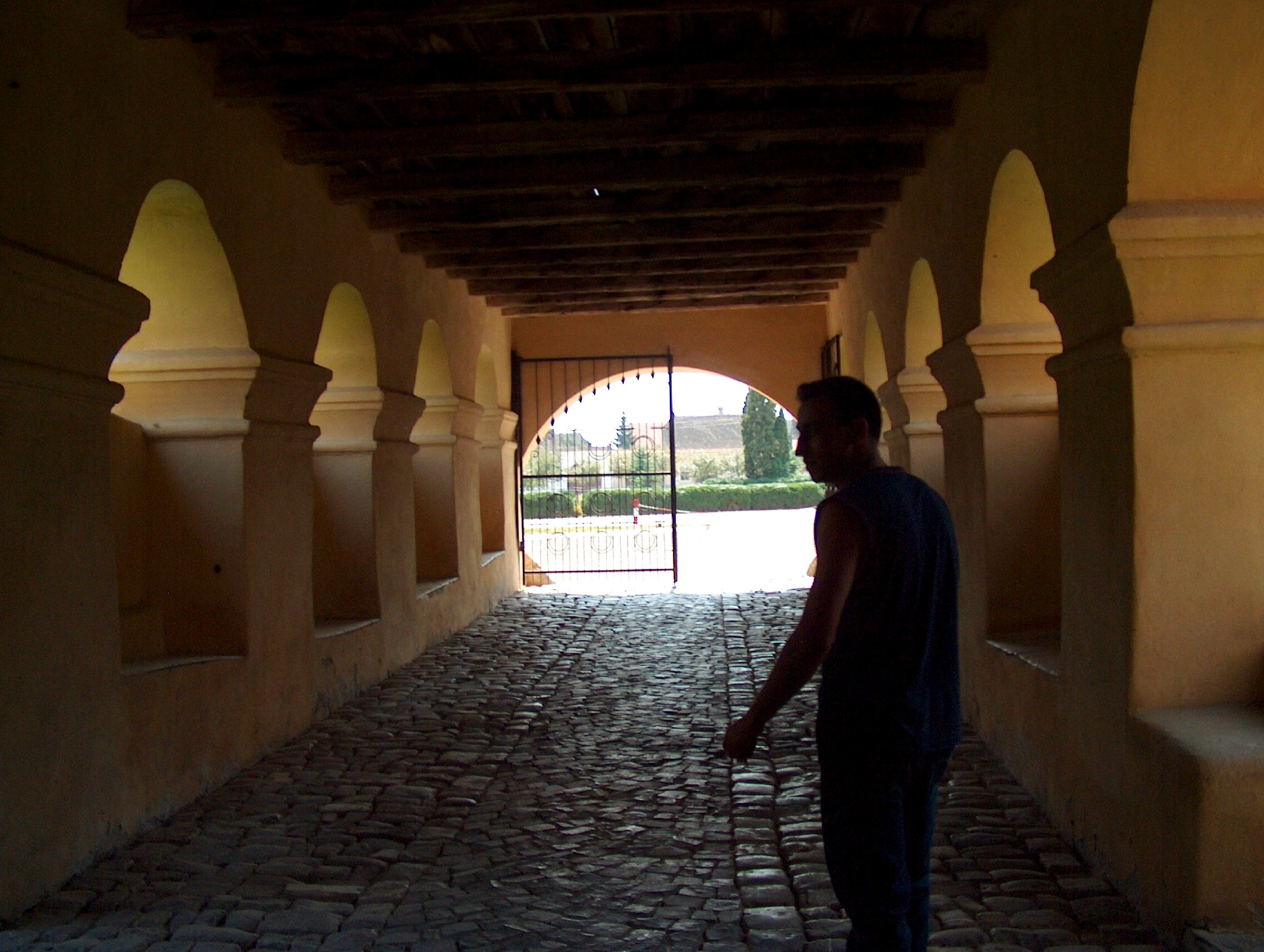
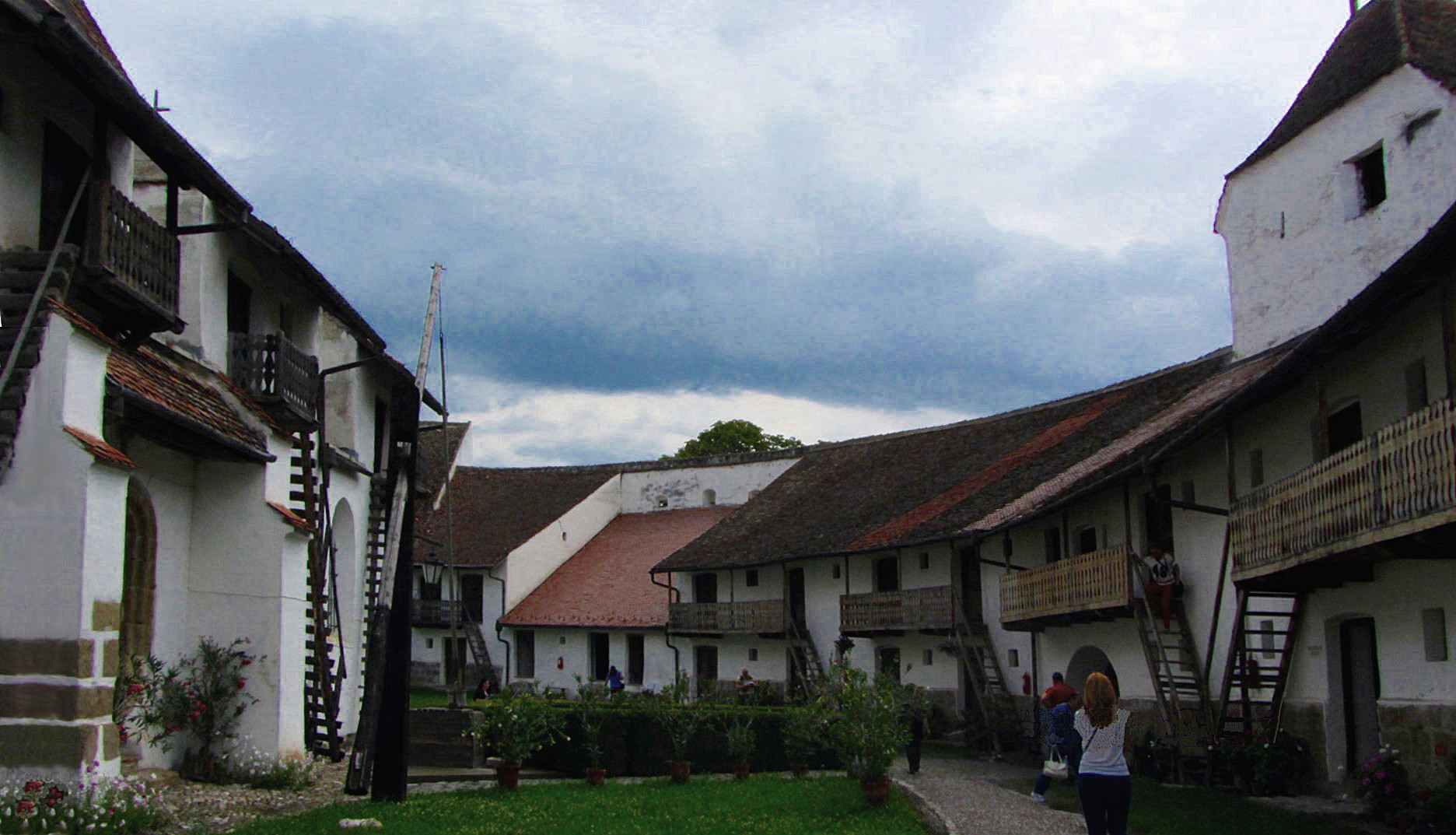